# Patru Frați, Ialomița
Patru Frați este un sat în comuna Adâncata din județul Ialomița, Muntenia, România.